# Herenandi, Gokak
Herenandi là một làng thuộc tehsil Gokak, huyện Belgaum, bang Karnataka, Ấn Độ.